# Лалевићи
Лалевићи је насеље у општини Даниловград у Црној Гори. Према попису из 2003. било је 154 становника (према попису из 1991. било је 149 становника).

## Демографија
У насељу Лалевићи живи 107 пунолетних становника, а просечна старост становништва износи 37,1 година (35,9 код мушкараца и 38,1 код жена). У насељу има 47 домаћинстава, а просечан број чланова по домаћинству је 3,28.
Становништво у овом насељу веома је хетерогено, а у последња три пописа, примећен је пораст у броју становника.
|  |

| Демографија | Демографија | Демографија |
| Година      | Становника  | Становника  |
| ----------- | ----------- | ----------- |
|             |             |             |
|             |             |             |
|             |             |             |
|             |             |             |
| 1948.       | 115         |             |
| 1953.       | 116         |             |
| 1961.       | 129         |             |
| 1971.       | 127         |             |
| 1981.       | 147         |             |
| 1991.       | 149         | 148         |
| 2003.       | 156         | 154         |
|             |             |             |

| Етнички састав према попису из 2003.‍ | Етнички састав према попису из 2003.‍ | Етнички састав према попису из 2003.‍ | Етнички састав према попису из 2003.‍ | Етнички састав према попису из 2003.‍ |
| ------------------------------------ | ------------------------------------ | ------------------------------------ | ------------------------------------ | ------------------------------------ |
|                                      |                                      |                                      |                                      |                                      |
| Црногорци                            | Црногорци                            |                                      | 81                                   | 52,59%                               |
| Срби                                 | Срби                                 |                                      | 62                                   | 40,25%                               |
| непознато                            | непознато                            |                                      | 2                                    | 1,29%                                |

| Година пописа     | 1948. | 1953. | 1961. | 1971. | 1981. | 1991. | 2003. |
| ----------------- | ----- | ----- | ----- | ----- | ----- | ----- | ----- |
| Број домаћинстава | 30    | 27    | 30    | 27    | 39    | 40    | 48    |

| Број чланова      | 1  | 2  | 3  | 4 | 5 | 6 | 7 | 8 | 9 | 10 и више | Просек |
| ----------------- | -- | -- | -- | - | - | - | - | - | - | --------- | ------ |
| Број домаћинстава | 47 | 11 | 13 | 2 | 7 | 6 | 4 | 3 | 1 | 0         | 0      |

| Пол    | Укупно | Неожењен/Неудата | Ожењен/Удата | Удовац/Удовица | Разведен/Разведена | Непознато |
| ------ | ------ | ---------------- | ------------ | -------------- | ------------------ | --------- |
| Мушки  | 55     | 15               | 32           | 1              | 4                  | 3         |
| Женски | 61     | 15               | 33           | 8              | 1                  | 4         |
| УКУПНО | 116    | 30               | 65           | 9              | 5                  | 7         |

| Пол    | Укупно                    | Пољопривреда, лов и шумарство | Рибарство                            | Вађење руде и камена | Прерађивачка индустрија       |
| ------ | ------------------------- | ----------------------------- | ------------------------------------ | -------------------- | ----------------------------- |
| Мушки  | 21                        | 1                             | 0                                    | 0                    | 4                             |
| Женски | 13                        | 0                             | 0                                    | 0                    | 0                             |
| УКУПНО | 34                        | 1                             | 0                                    | 0                    | 4                             |
| Пол    | Производња и снабдевање   | Грађевинарство                | Трговина                             | Хотели и ресторани   | Саобраћај, складиштење и везе |
| Мушки  | 2                         | 1                             | 1                                    | 0                    | 1                             |
| Женски | 0                         | 0                             | 3                                    | 1                    | 0                             |
| УКУПНО | 2                         | 1                             | 4                                    | 1                    | 1                             |
| Пол    | Финансијско посредовање   | Некретнине                    | Државна управа и одбрана             | Образовање           | Здравствени и социјални рад   |
| Мушки  | 0                         | 1                             | 4                                    | 1                    | 1                             |
| Женски | 0                         | 1                             | 2                                    | 2                    | 2                             |
| УКУПНО | 0                         | 2                             | 6                                    | 3                    | 3                             |
| Пол    | Остале услужне активности | Приватна домаћинства          | Екстериторијалне организације и тела | Непознато            | Непознато                     |
| Мушки  | 1                         | 0                             | 0                                    | 3                    | 3                             |
| Женски | 1                         | 0                             | 0                                    | 1                    | 1                             |
| УКУПНО | 2                         | 0                             | 0                                    | 4                    | 4                             |